# I'll Have Another
I'll Have Another, född 1 april 2009, är ett engelskt fullblod som tävlade mellan 2011 och 2012. Han tränades av Douglas F. O'Neill och reds av Mario Gutierrez. Han är känd för att ha segrat i Kentucky Derby (2012) och Preakness Stakes (2012).

## Karriär
I'll Have Another började tävlade i mars 2011 och sprang totalt in 2,6 miljoner dollar på 7 starter, varav 5 segrar och 1 andraplats. Han tog karriärens största seger i Kentucky Derby (2012) och Preakness Stakes (2012). Bland andra större segrar räknas Santa Anita Derby (2012) och Robert B. Lewis Stakes (2012).
Efter att ha segrat i två Triple Crown-löp, fanns det höga förhoppningar om att I'll Have Another skulle kunna ta den eftertraktade titeln. I Belmont Stakes skulle han starta från bricka elva av tolv hästar, vilket innebär att han skulle starta på utsidan av fältet. Fredagen innan Belmont Stakes skulle köras meddelade tränaren Douglas F. O'Neill att I'll Have Another hade fått en senskada, och var tvungen att strykas från löpet, vilket gjorde slut på alla förhoppningar om en Triple Crown.
På en presskonferens beskrev banveterinären skadan som långsamt läkande, som kräver upp till tre till sex månader för återhämtning. Om I'll Have Another skulle fortsatt att tävla skulle risken för en böjd sena vara mycket stor. Sålunda meddelade tränare O'Neill att han tillsammans med ägaren J. Paul Reddam, bestämt sig för att avsluta tävlingskarriären för I'll Have Another. Han blev den tredje hästen, efter Burgoo King 1932 och Bold Venture 1936, som ströks från Belmont Stakes efter att ha vunnit de två första Triple Crown-löpen.

### Som avelshingst
Den 23 juni 2012 tillkännagavs att I'll Have Another hade sålts med avsikten att han skulle exporteras för att stå som avelshingst på Big Red Farm, belägen i Hokkaido i Japan, för avelssäsongen 2013. Under 2013, betäckte I'll Have Another 152 ston, varav cirka 80 procent blev dräktiga.
Den 6 november 2018 tillkännagavs att I'll Have Another skulle återvända till USA för avelssäsongen 2019 för att stå som avelhingst på Ballena Vista Farm i Ramona, Kalifornien.